# 桑巴湯
桑巴是南部印度的一种菜汤，用秋葵、番茄、馬鈴薯、洋葱、扁豆等各种蔬菜制成，一般加入辣椒粉、葫芦巴种子等调味。
根據食物歷史學家K. T. Achaya的說法，文獻中現存對該食物的最早記載可追溯到17世紀。在一個故事中，馬拉塔帝國統治者桑巴吉因其主廚不在，向湯中添入酸豆，無意間發明了該湯。